# Karl Süpfle
Karl Süpfle (9 décembre 1880 à Metz - 26 septembre 1942 à Stalingrad) est un chercheur et un professeur de médecine allemand, en activité dans la première moitié du XXe siècle. Ses domaines de recherche prioritaires étaient la bactériologie et l’immunologie.

## Biographie
Fils du philologue Theodor Süpfle (1833-1895), Karl Süpfle naît le 9 décembre 1880, à Metz, une ville de garnison animée d'Alsace-Lorraine. Le jeune Karl fait ses études à l’université de Heidelberg, où il soutient son doctorat en 1904. Il est nommé assistant de recherche, puis chargé de cours, à l’université de Fribourg-en-Brisgau en 1907. Süpfle enseigne à l’Institut d’hygiène de l'université de Munich en 1911, avant d'obtenir un poste de professeur associé à la faculté vétérinaire de Munich en 1914. 
Pendant la Première Guerre mondiale, le professeur Süpfle sert, comme son compatriote Walther Kittel, en qualité de médecin militaire dans la Deutsches Heer, l'armée de l'empire allemand. 
Karl Süpfle est nommé professeur d'hygiène en 1922, puis directeur de l'Institut d'hygiène de l'université technologique de Dresde en 1927. En 1937, il rejoint l'université de Hambourg, avec la même fonction. 
Le 1er août 1939, alors qu’il est âgé de cinquante-neuf ans, le professeur Süpfle est enrôlé comme Oberkriegsarzt, médecin militaire dans la Wehrmacht. Envoyé sur le front russe, le commandant Karl Süpfle meurt le 26 septembre 1942, devant Stalingrad, emporté dans la tourmente des combats.

## Publications
Les domaines de recherche prioritaires de Karl Süpfle étaient la bactériologie et l’immunologie. Ses travaux s’inscrivent dans la lignée des recherches de Max Joseph von Pettenkofer ou de Max von Gruber.
- (de) Beiträge zur Kenntnis der Vaccinekörperchen, 1905.
- (de) Die Vaccineimmunität, eine kritische und experimentelle Studie, 1908.
- (de) « Theorie und Lehre der Vaccination », Leitfaden der Vaccinationslehre, 1910, p. 42-92.
- (de) Hygiene des schulpflichtigen Alters, 1912.
- (de) Begriff und Aufgaben der Hygiene. In: Internationale Hygiene-Ausstellung Dresden. Offizielle. Ausstellungszeitung no 3, avril 1930.
- (de) « Fischkost und Hygiene », in: DMW-Deutsche Medizinische Wochenschrift, 1936, vol. 62, no 21, p. 847-850.

En collaboration
- (de) avec Paul Hofmann, « Zur Bakteriologie der Psittakose », Medical Microbiology and Immunology, 1932, vol. 114, no 3, p. 602-604.
- (de) avec Paul Hofmann, Die Methoden der Wohnungshygiene Handbuch der Biologischen Arbeitsmethoden, Urban & Schwarzenberg, Berlin, 1934.

## Sources
- Hans-Michael Körner (dir), Große Bayerische Biographische Enzyklopädie, 4 tomes, Walter de Gruyter, Berlin, 2005 (p.1931)
- Carlwalter Straßhausen (sous la direction de), Internationale Hygiene-Ausstellung, Verlag der Internationalen Hygiene-Ausstellung, Dresdes, 1930 (p. 127-128).
- Walther Killy (dir.); Rudolf Vierhaus (dir.): Karl Süpfle, in Dictionary of German Biography, eds. Walther Killy and Rudolf Vierhaus, Vol. 9, Walter de Gruyter, 2005, (p. 646).
- Biographie de Karl Süpfle sur archiv.sachsen.de.